# 沙尘暴战争
沙塵暴戰爭（阿拉伯语：‎，羅馬化：Ḥarb ar-Rimāl）是1963年10月發生在阿爾及利亞和摩洛哥之間的邊界衝突。它主要是由於摩洛哥政府對阿爾及利亞廷杜夫省和貝沙爾省的部分地區擁有主權。幾十年來，沙戰導致兩國之間的緊張局勢加劇，此外迎來了非洲統一組織執行的第一個多國維和行動。